# Подорож до центру Землі (театральний фільм, 2008)
«Подорож до центру Землі» (англ. Journey to the Center of the Earth 3D) — фантастичний фільм режисера Еріка Бревіга.

## Сюжет
Дивакуватий професор Тревор Андерсон (Брендан Фрейзер), піднятий на сміх колегами за свої ексцентричні теорії, подорожує з племінником Шоном по Ісландії. Брат Андерсона зник безвісти в тих краях. Але залишив після себе пам'ять - книгу «Подорож до центру Землі», забезпечену величезною кількістю позначок. Серед цих позначок вони знаходять ім'я одного відомого професора, але прилетівши в Ісландію, вони виявляють, що той давно помер. Зате жива його дочка Ханна, яка скептично ставиться до досягнень свого батька, але люб'язно погоджується проводити Тревора з Шоном до згаслого вулкану за 5 тисяч ісландських крон на годину. Внаслідок грози печеру, в якій вони ховалися, завалило ударом блискавки і героям довелося шукати інший шлях наверх. У печері вони знаходять шлях до покинутих шахт, а потім поклади алмазів. Вони виявляються на нетвердому грунті - мусковіт і провалюються під землю. У надрах перед мандрівниками відкривається дивовижний підземний світ ( «світ всередині світу»), населений небезпечними і дивними істотами. Знайшовши в дереві «житло» зниклого Макса (батька Шона) і його щоденник, вони дізнаються що через кілька годин температура підніметься «до 200 градусів» (за Фаренгейтом), і вони можуть згоріти. Мандрівники вирішують бігти нагору.
Першою трудністю виявляється температурний режим світу в центрі Землі. Героям фільму доведеться перетнути  величезне море, що кишить хижими рибами і мауізаврами, або побути на повітрі з температурою 50 градусів за Цельсієм. Вони споруджують пліт і вирушають в плавання, щоб досягти «гейзерного колодязя», який виведе їх на поверхню, якщо вірити першоджерелам. На шляху друзів чекає безліч небезпечних пригод, таких як бій з гіганотозавром і перехід через магнітний міст, але зрештою вони викинуті гейзером на поверхню через Везувій в Італії.
З-під землі Шон забирає з собою жменю алмазів і люмінесцентну пташку, вимерлу в нашому світі, яка допомагала йому під час подорожі.

## В ролях
- Брендан Фрейзер — Тревор Андерсон
- Джош Гатчерсон — Шон
- Аніта Брієм — Ханна
- Сет Маєрс — Алан

## Продовження

### Подорож 2: Таємничий острів (2012)
Дідусь посилає Шону таємниче послання, у якому стверджує, що Таємничий острів, про який писали Жуль Верн, Джонатан Свіфт та Роберт Луїс Стівенсон, дійсно існує. Шон разом з вітчимом вирушають на пошуки острова, на якому перебуває дідусь.